# Казаковщина (Кировская область)
Казаковщина — деревня в составе Мурашинского района Кировской области. 

## География
Находится на расстоянии примерно 43 километра по прямой на юго-запад от районного центра города Мураши.

## История
Известна с 1873 года, когда в ней учтено было дворов 19 и жителей 129, в 1905 29 и 192, в 1926 33 и 202, в 1950 32 и 100 соответственно, в 1989 131 житель. До 2021 года входила в Мурашинское сельское поселение Мурашинского района, ныне непосредственно в составе Мурашинского района.

## Население
Постоянное население  составляло 106 человек (русские 96%) в 2002 году, 52 в 2010.